# Valentin Belaud
Valentin Belaud (Le Chesnay, 16 de setembro de 1992) é um pentatleta francês. 

## Carreira
Belaud representou seu país nos Jogos Olímpicos de Verão de 2016, terminando na vigésima colocação.